# Mikołaj Swolkień
Mikołaj Swolkień – kanonik katedralny żmudzki w latach 1651–1666. 
Słynął z pobożności, kaznodziejskiej wymowy i biegłości w języku łotewskim, dla której używany był przez biskupa Parczewskiego w misjach przedsiębranych dla odciągnięcia od kalwinizmu ludu kurlandzkiego. 